# Veleslalom
Veleslalom, ili "kontrolirani spust" skijaško športsko nadmetanje u kojem natjecatelji, u želji da najbrže prođu zadanu stazu, prolaze označeni put između kolaca poznatijih pod nazivom vrata, koji su za razliku od slaloma postavljeni u nešto širem međusobnom razmaku.

## Povijest
Prvi veleslalom vožen je u Italiji 1935. godine. Dugo vremena smatralo se da je prvu veleslalomsku utrku organizirao Günther Langes u ožujku 1935. na Marmoladi. No, talijanski magazin Sciare je pronašao dokaze da je prvi veleslalom ikad organizirao Gianni Albertini, povjerenik za natjecanja Talijanskog skijaškog saveza. Taj prvi veleslalom Albertini je organizirao 19. siječnja 1935. u Mottaroneu. Do toga je došlo spletom okolnosti. Nepovoljni vremenski uvjeti nisu dopuštali odvijanje prvotno zamišljenog spusta. Improvizirao je stazu niz koju su skijaši morali pratiti točno određenu putanju, a zbog male visinske razlike, nekih 300 m, postavio je dvije vožnje.

## Veleslalom u alpskom skijanju
Veleslalom zajedno sa slalomom spada u tehničke discipline alpskog skijanja, za razliku od brzih disciplina u koje spadaju super-veleslalom i spust. Riječ je o disciplini koja kombinira oštre zavoje s nešto bržim ravnim dijelovima staze.
Prema trenutno važećim pravilima, natjecanja u veleslalomu se odvijaju u dvije vožnje, od kojih svaka traje otprilike 60-80 sekundi, ovisno o stazi, konfiguraciji terena, kakvoći snijega, vremenskim prilikama i vještini skijaša. Kao i u slalomu, staza je u veleslalomu označena vratima, tj. kolcima (štapovima) označenim zastavicama u dvije boje, naizmjenično plavom i crvenom. Međutim, ovdje su jedna vrata formirana od 4 štapa, po dva lijevo odnosno desno, između kojih je razapeta četvrtasta zastavica.
Međunarodna skijaška federacija detaljno propisuje sve parametre staze, te je tako u veleslalomu propisan raspon visinske razlike od starta do cilja (250-450 metara), širina pojedinih vrata (4-8 metara), razmak između dvaju susjednih vrata (ne manji od 10 metara), broj natjecatelja koji se kvalificira za drugu vožnju (30 najbržih iz prve vožnje) te brojni drugi detalji. Sve navedene mjere se odnose na muški veleslalom, a postoje i pravila za ženski veleslalom, natjecanja mlađih dobnih kategorija i sl.